# Robert-Tarek Fischer
Robert-Tarek Fischer (* 7. März 1965 in Mödling) ist ein österreichischer Historiker, Sachbuchautor und Ministerialbeamter.

## Werdegang
Fischer studierte Geschichte sowie Publizistik und Kommunikationswissenschaft an der Universität Wien. 1994 erwarb er den Magistertitel. Danach schrieb er unter der Betreuung von Gerald Stourzh seine Dissertation über „Die Palästinapolitik der Donaumonarchie im Ersten Weltkrieg“. 1997 wurde er zum Dr. phil. promoviert.
Nach einigen Projektarbeiten im historischen Bereich nahm Robert-Tarek Fischer 1997 seine hauptberufliche Tätigkeit im österreichischen Bundeskanzleramt auf. Parallel dazu trat er als Autor von geschichtswissenschaftlichen Publikationen in Erscheinung. Seine Forschungsschwerpunkte umfassen die Neuere Geschichte im 19. und frühen 20. Jahrhundert, namentlich die Beziehungen Österreichs zum Nahen Osten bis 1918 sowie die preußisch-deutsche Geschichte ab 1848. Ein weiterer Forschungsschwerpunkt Fischers bezieht sich auf die Geschichte Mitteleuropas im ausgehenden 12. Jahrhundert.
Robert-Tarek Fischers Buch „Österreichs Kreuzzüge. Die Babenberger und der Glaubenskrieg 1096–1230“, eine „gut lesbare Darstellung“ über „ein dunkles Kapitel in der Geschichte des Landes“ (Die Zeit), wurde für das Wissenschaftsbuch des Jahres 2022 (Kategorie Geistes-/Sozial-/Kulturwissenschaft) nominiert. (Die Zeit)

## Begleitende Tätigkeiten
2019 fungierte Robert-Tarek Fischer bei der TV-Dokumentation „Richard Löwenherz: Ein König in der Falle“ als wissenschaftlicher Berater und Kommentator.
Die von Interspot Film für ORF, ZDF und ARTE realisierte Produktion mit Philipp Hochmair in der Rolle des Richard Löwenherz, wurde von ORF 2 im Rahmen der Sendereihe „Universum History“ am 22. Oktober 2019 und von ZDF am 2. Februar 2021 erstausgestrahlt.
Ein begleitendes Interview in der Sendereihe „Mittag in Österreich“ zeigte ORF 2 ebenfalls am 22. Oktober 2019. Der TV-Film „Richard Löwenherz – Gefangen in Niederösterreich“, in dem Robert-Tarek Fischer ebenfalls als Kommentator mitwirkte, wurde von ORF 2 am 22. Dezember 2019 und 21. Juni 2020 sowie von 3sat am 21. Januar 2020 ausgestrahlt.

## Publikationen (Auswahl)
- Habsburg und das Heilige Land. Grundzüge der österreichischen Palästinapolitik 1840–1918. In: Perry, Yaron / Petry, Erik (Hrsg.): Das Erwachen Palästinas im 19. Jahrhundert. Alex Carmel zum 70. Geburtstag, Kohlhammer, Stuttgart-Berlin-Köln 2001, S. 61–69
- Österreich-Ungarns Kampf um das Heilige Land. Kaiserliche Palästinapolitik im Ersten Weltkrieg. Peter Lang, Frankfurt am Main 2004, ISBN 978-3-631-52268-4
- Ballhausplatz und Davidstern. Die k.u.k. Diplomatie und die österreichisch-ungarischen Juden Palästinas in der Krisenzeit des Ersten Weltkrieges 1914–1918. In: Mitteilungen des Österreichischen Staatsarchivs, Band 51 (2004), S. 301–336
- Österreich im Nahen Osten. Die Großmachtpolitik der Habsburgermonarchie im Arabischen Orient 1633–1918. Böhlau Verlag, Wien-Köln-Weimar 2006, ISBN 978-3-205-77459-4
- Richard I. Löwenherz 1157–1199. Mythos und Realität. Böhlau Verlag, Wien-Köln-Weimar 2006
- „Die einzige Kolonie unserer Monarchie“ – das Schicksal der jüdischen Schutzgemeinde in Palästina. In: Patka, Marcus G.: Weltuntergang. Jüdisches Leben und Sterben im Ersten Weltkrieg. Styria Premium, Wien 2014, S. 110–118, ISBN 978-3222134340
- Die jüdischen Soldaten des Kaisers im Heiligen Land. In: Patka, Marcus G.: Weltuntergang. Jüdisches Leben und Sterben im Ersten Weltkrieg. Styria Premium, Wien 2014, S. 119–125, ISBN 978-3222134340
- Richard I. Löwenherz. Ikone des Mittelalters. Böhlau Verlag, Wien-Köln-Weimar 2019, ISBN 978-3-205-20980-5
- Wilhelm I. Vom preußischen König zum ersten Deutschen Kaiser. Böhlau Verlag, Wien-Köln-Weimar 2020, ISBN 978-3-412-51926-1
- Österreichs Kreuzzüge. Die Babenberger und der Glaubenskrieg 1096–1230. Böhlau Verlag, Wien-Köln-Weimar 2021, ISBN 978-3-205-21376-5
- Ein gespanntes Verhältnis. Alois Musil und die k.u.k. Diplomatie im Osmanischen Reich 1914–1917. In: Collinet, Benedikt J. / Hiepel, Ludger / Veselá, Martina / Weigl, Michael (Hg.): Alois Musil. Interdisziplinäre Perspektiven auf eine vielschichtige Persönlichkeit, Münster 2021, S. 261–273, ISBN 978-3963271069
- Die Kreuzzüge der Deutschen. Die Staufer und der Glaubenskrieg 1124–1250. Böhlau Verlag, Wien-Köln 2023, ISBN 978-3-205-21817-3
- Wilhelm I. (1797–1888). In: Voigt, Rüdiger (Hg.): Weltmacht auf Abruf. Nation, Staat und Verfassung des Deutschen Kaiserreichs (1867–1918), Baden-Baden 2023, S. 951–959, ISBN 978-3-8487-8195-9 (Print), ISBN 978-3-7489-2602-3 (ePDF)